# Белоноги разиграни лемур
Белоноги разиграни лемур (лат. Lepilemur leucopus) је полумајмун из породице ласичастих лемура (Lepilemuridae). Ендемичан је за Мадагаскар, где живи у шумама.

## Угроженост
Подаци о распрострањености ове врсте су недовољни.